# Fay Jones (femme politique)
Pour les articles homonymes, voir Fay Jones et Jones.
Fay Alicia Jones, née le 18 janvier 1985 à Cardiff  est une femme politique conservatrice britannique. 
Elle est députée de Brecon et Radnorshire, de 2019 à 2024.

## Jeunesse et éducation
Fay Jones est née à Cardiff en 1985 . Son père est Gwilym Jones, qui, au moment de sa naissance, est député conservateur de Cardiff North. Elle étudie le français au King's College de Londres.
Jones travaille comme assistante pour le prince de Galles, puis travaille pour l'Union nationale des agriculteurs et pour la société de relations publiques Grayling. Avant les élections de 2019, elle est présidente de Public Affairs Cymru, une organisation de membres pour les professionnels travaillant dans les affaires publiques.
Hors de la politique, elle est barreuse au Twickenham Rowing Club et organise un certain nombre de semi-marathons et de triathlons pour des œuvres caritatives. En 2014, elle termine le marathon de New York pour le cancer de la prostate au Royaume-Uni, récoltant plus de 10 000 £.

## Carrière politique
En politique, Jones travaille pour l'eurodéputé conservateur Jonathan Evans et le député conservateur David Jones. En 2019, elle est bénévole dans la campagne de Boris Johnson pour la direction du Parti conservateur. Elle est troisième sur la liste du parti au Pays de Galles pour les conservateurs aux élections du Parlement européen de 2019.
Jones est élue député de Brecon et Radnorshire aux élections générales de 2019, battant la sortante libérale démocrate Jane Dodds, qui est à la tête des libéraux démocrates gallois depuis 2017. Dodds avait remporté le siège lors d'une élection partielle en août 2019, qui avait été déclenchée par une pétition de rappel après que le député conservateur Chris Davies (homme politique conservateur) ait été condamné pour avoir soumis une fausse réclamation de dépenses,.